# Верховна Рада України
Верхо́вна Ра́да Украї́ни (ВРУ) — єдиний законодавчий  орган державної влади України, який має колегіальну будову та складається з 450 народних депутатів України, обраних терміном на п'ять років на основі загального, рівного та прямого виборчого права шляхом таємного голосування.
Верховна Рада України є єдиним органом законодавчої влади, що вповноважений ухвалювати закони.
Повноваження Верховної Ради України реалізуються спільною діяльністю народних депутатів України на засіданнях Верховної Ради України під час її сесій.
Повноваження народних депутатів України визначають Конституція та закони України. Народні депутати України можуть добровільно об'єднуватися у фракції.

## Історія

### Сейми та ради
Традиції українського парламентаризму сягають давньоруського віча — всенародних зборів середньовічної громади чи міста. У XV столітті, у литовсько-польську добу, на українських землях з'явилася практика проведення зібрань шляхти — сеймів. Сейми мали декілька рівнів — від земського до загальнонаціонального Вального сейму. У XVI столітті, під впливом традицій шляхетського сейму та елементів староруського віча, в Україні оформилася традиція проведення козацьких рад. До початку XVII століття у Війську Запорозькому загальновійськова рада була головним органом влади серед козаків. Поряд із нею існували старшинська рада, у проведенні якої брала лише козацька верхівка, а також чорна рада, до участі якої окрім козаків залучали простолюдинів. Після розколу Війська Запорозького на городове і низове, загальновійськова рада продовжувала бути головною в останньому. Натомість городові козаки, зазвичай, вирішували основні питання на старшинській або чорній радах. У XVIII столітті чорні ради не проводилися. Традиції шляхетського і козацького парламентаризму знайшли своє продовження у дворянських зборах різних рівнів у Російській імперії, а також козацьких радах на Кубані.

### Українська Центральна Рада

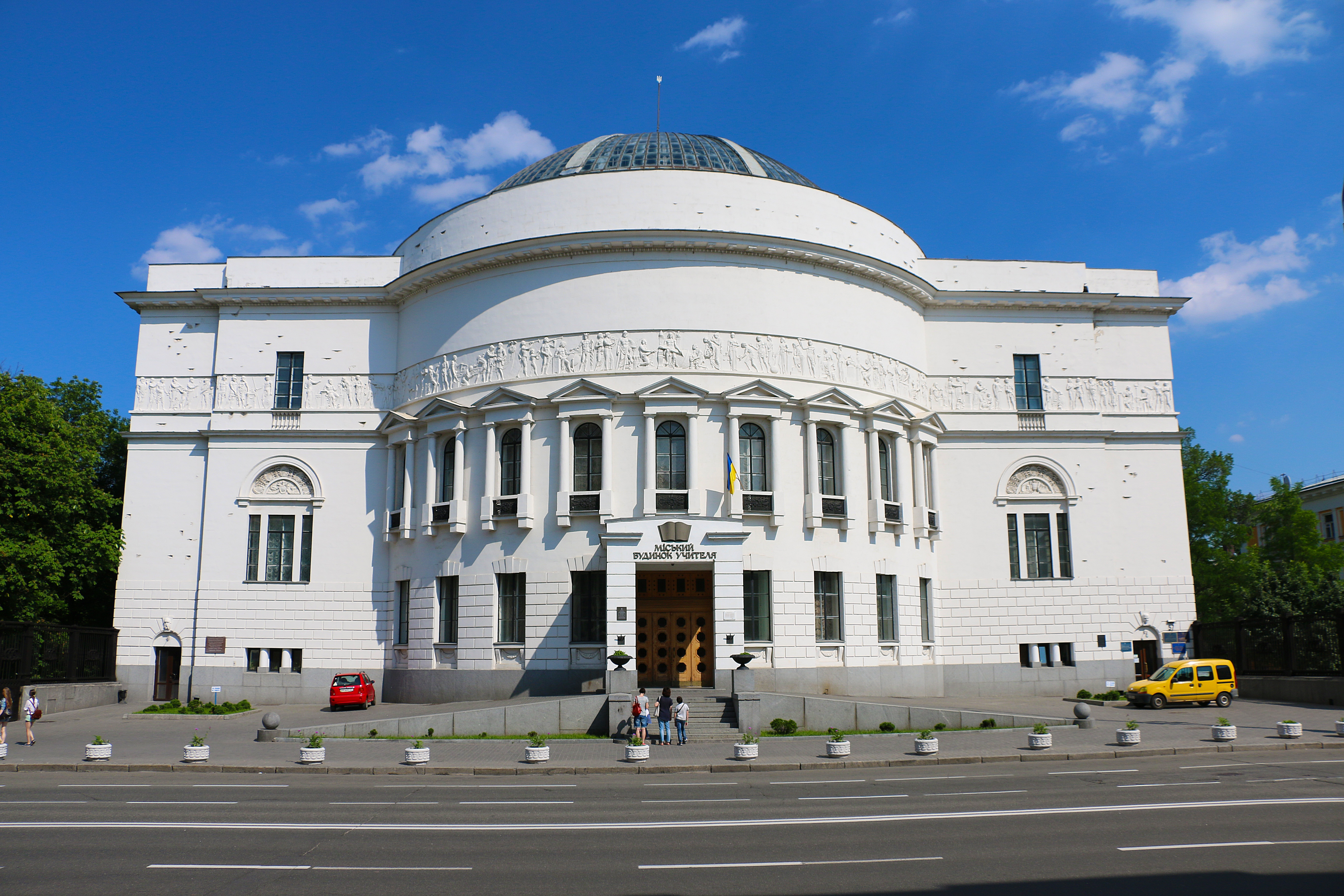
Будинок Центральної Ради

Першим попередником Верховної Ради України була Центральна Рада Української Народної Республіки, утворена 17 березня 1917 року. Вона розпочала розбудову української державності шляхом видання Універсалів. Найвагомішим став IV Універсал, ухвалений 22 січня 1918 року, який проголосив одним із важливих завдань створення Конституції України. На останньому засіданні Центральної Ради 29 квітня 1918 року було ухвалено проєкт Конституції Української Народної Республіки — «Статут про державний устрій, права і вольності УНР».
Другим попередником Верховної Ради України можна вважати З'їзд хліборобів-землевласників за участю 8000 делегатів, який відбувся в Києві 29 квітня 1918 року і проголосив гетьманом України Павла Скоропадського. Цього ж дня було оголошено «Закони про тимчасовий державний устрій України», що мали слугувати за Конституцію держави до скликання Сойму. Однак Сойм так і не було скликано. За цією тимчасовою Конституцією влада в Україні належала Гетьману, який призначав Отамана Ради Міністрів, а той подавав Гетьману свій Кабінет на затвердження.

### Верховна Рада УРСР
Безпосереднім конституційним попередником Верховної Ради України була Верховна Рада УРСР. Перший український радянський парламент було скликано 1938 року. Він заступив Всеукраїнський центральний виконавчий комітет — найвищий законодавчий орган Радянської України з 1917 року, що виступав головним опонентом Української Центральної Ради в Радянсько-українській війні 1917—1921 років.
Верховна Рада УРСР обралася громадянами республіки на основі загального, рівного і прямого права. Проте самі вибори жорстко контролювалися Комуністичною партією України. За всю історію Рада скликалася 11 разів. Кількість депутатів становила 650 осіб, а після 1989 року була скорочена до 450. Термін повноважень був 4 роки. Від 60 % до 70 % складу парламенту становили комуністи.
Останні вибори до Верховної Ради УРСР в умовах існування Радянського Союзу відбулися 1990 року. Після ухвалення Акта проголошення незалежності України перетворилася на Верховну Раду України.
4 вересня 1991 року, після триразового голосування і погрози Леоніда Кравчука, що він подасть у відставку, якщо питання не буде вирішене, синьо-жовтий національний прапор України урочисто було піднято над будівлею парламенту поруч із державним прапором Української РСР.

### Після здобуття незалежності
За Конституцією єдиним органом законодавчої влади в Україні є Верховна Рада — представницький орган, депутати якого обираються населенням на основі загального, рівного і прямого виборчого права при таємному голосуванні. Верховна Рада уповноважена розглядати і вирішувати будь-які питання, не віднесені до компетенції органів державної виконавчої або судової влади. Ті з них які не є такими, вирішуються виключно всеукраїнським референдумом. Порядок призначення, підготовки, проведення референдуму, порядок визначення його результатів передбачено Законом України від 3 липня 1991 року «Про всеукраїнський і місцеві референдуми».
Рада зазвичай складається з 450 народних депутатів, правовий статус яких визначає закон «Про статус народного депутата України».
Порядок роботи Верховної Ради України визначається її регламентом, прийнятим українським парламентом 27 липня 1994 року. Верховна Рада працює сесійно. Для організації її роботи спеціально утворювалась Президія. З метою здійснення законопроєктної роботи, попереднього розгляду і підготовки питань, віднесених до відання Верховної Ради, а також сприяння втіленню в життя законів та підзаконних актів, контролю за діяльністю державних органів і організацій Верховна Рада обирала з-поміж народних депутатів постійні комісії. Їх організацію і діяльність регламентував Закон «Про постійні комісії Верховної Ради України».
У середині 1995 року склалася небезпечна ситуація — різко загострилося протистояння владних структур, перш за все суб'єктів конституційного права України — Верховної Ради і Президента. Такий стан взаємовідносин державних органів негативно впливав на всі сторони життя республіки, породивши економічну і політичну кризу і соціальне напруження в суспільстві. Однією з головних причин такого становища була відсутність нової демократичної Конституції України.

Враховуючи ситуацію, що склалася, Верховна Рада, як єдиний законодавчий орган з одного боку, та Президент, як голова держави і виконавчої влади — з іншого, сторони, які одержали свої повноваження безпосередньо від народу, уклали Конституційний договір «Про основні засади організації та функціонування державної влади і місцевого самоврядування в Україні на період до прийняття нової Конституції України». Договір набрав чинності з моменту підписання його Президентом та Головою Верховної Ради України 8 червня 1995 року. У статті 61 договору йшлося, що він діє до прийняття нової Конституції. Щодо положень чинної Конституції України 1978 року, то згідно з Конституційним договором, вони визнані чинними лише в частині, що узгоджується із зазначеним договором. Таким чином Конституційний договір був основним правовим актом, який на той час мав забезпечити організацію і діяльність державного апарату України в період дії цього акта.
24 лютого 2022 року почалося повномасштабне вторгнення РФ до України, після чого ВРУ терміново зібралася, запровадивши в Україні воєнний стан.

### Скликання
Далі перелічено скликання Верховної Ради із роками роботи, датами першого засідання, виборів та виборчої системи, за якою було обрано скликання.
| №           | Роки      | Дата набуття повноважень (першого засідання) | Дата виборів                   | Виборча система |
| ----------- | --------- | -------------------------------------------- | ------------------------------ | --------------- |
| I (1-ше)    | 1990—1994 | 15.05.1990                                   | 4 та 18 березня 1990           | Мажоритарна     |
| II (2-ге)   | 1994—1998 | 11.05.1994                                   | 27 березня та 3/10 квітня 1994 | Мажоритарна     |
| III (3-тє)  | 1998—2002 | 12.05.1998                                   | 29 березня 1998                | Змішана         |
| IV (4-те)   | 2002—2006 | 14.05.2002                                   | 31 березня 2002                | Змішана         |
| V (5-те)    | 2006—2007 | 25.05.2006                                   | 26 березня 2006                | Пропорційна     |
| VI (6-те)   | 2007—2012 | 23.11.2007                                   | 30 вересня 2007                | Пропорційна     |
| VII (7-ме)  | 2012—2014 | 12.12.2012                                   | 28 жовтня 2012                 | Змішана         |
| VIII (8-ме) | 2014—2019 | 27.11.2014                                   | 26 жовтня 2014                 | Змішана         |
| IX (9-те)   | з 2019    | 29.08.2019                                   | 21 липня 2019                  | Змішана         |

## Керівництво та структура

### Голова Верховної Ради
Керівництво Верховною Радою України здійснює Голова Верховної Ради України, який обирається народними депутатами таємним голосуванням. Згідно зі Статтею 88 Конституції України він:
- веде засідання Верховної Ради України;
- організовує підготовку питань до розгляду на засіданнях Верховної Ради України;
- підписує акти, ухвалені Верховною Радою України;
- представляє Верховну Раду України у зносинах з іншими органами державної влади України та органами влади інших держав;
- організовує роботу апарату Верховної Ради України;
- проводить засідання Ради голів фракцій і Ради голів комітетів, на яких обговорюється порядок денний сесії. Остаточно порядок денний роботи сесії затверджується на засіданні Верховної Ради.

#### Заступники
Голові Верховної Ради України допомагають два його заступники, які обираються народними депутатами таємним голосуванням за пропозицією Голови.
Роботу Голови Верховної Ради України і його заступників забезпечують відповідні секретаріати.

### Комітети
Для здійснення законопроєктних робіт, підготовки й попереднього розгляду питань, що належать до повноважень парламенту, утворюються комітети, які працюють постійно. Їх кількість і предметна спрямованість Конституцією і законами України не визначені. Тому чисельність комітетів Верховної Ради змінювалася, коливаючись від 20 до 24. Кожного нового скликання на власний розсуд визначається з кількістю та назвами комітетів.
Верховна Рада IX скликання має комітети з питань:
- правової політики;
- державного будівництва та місцевого самоврядування;
- соціальної політики та праці;
- охорони здоров'я, материнства та дитинства;
- молодіжної політики,
- фізичної культури, спорту і туризму;
- науки і освіти; духовності;
- економічної політики, управління народним господарством, власності та інвестицій;
- бюджету; фінансів і банківської діяльності;
- промислової політики і підприємництва;
- паливно-енергетичного комплексу, ядерної політики та ядерної безпеки;
- будівництва, транспорту і зв'язку;
- аграрної політики і земельних відносин;
- у закордонних справах і зв'язках із СНД;
- екологічної політики, природокористування та ліквідації наслідків Чорнобильської катастрофи;
- законодавчого забезпечення правоохоронної діяльності та боротьби з організованою злочинністю і корупцією;
- національної безпеки й оборони;
- регламенту, депутатської етики та організації роботи ВР України;
- свободи слова та інформації;
- прав людини, національних меншин і міжнаціональних відносин;
- у справах пенсіонерів, ветеранів та інвалідів;
- Європейської інтеграції.

Для сприяння роботі комітетів у структурі можуть створюватися підкомітети та робочі групи. Крім парламентських комітетів, у структурі ВР України працюють також тимчасові спеціальні та тимчасові слідчі комісії. Тимчасові спеціальні комісії утворюються для підготовки і попереднього розгляду питань, їм надаються права профільних комітетів, а для проведення розслідування з питань, що становлять суспільний інтерес, у ВР створюються тимчасові слідчі комісії. Але висновки зазначених комісій не є вирішальними для органів суду і слідства.

## Повноваження та завдання
1. Внесення змін до Конституції України.
2. Призначення всеукраїнського референдуму.
3. Ухвалення законів.
4. Затвердження Державного бюджету України, внесення змін до нього, контроль за його виконанням та ухвалення рішення щодо звіту про його виконання.
5. Визначення засад внутрішньої і зовнішньої політики.
6. Затвердження загальнодержавних програм економічного, науково-технічного, соціального, національно-культурного розвитку, охорони довкілля.
7. Призначення виборів Президента України.
8. Заслуховування щорічних та позачергових звернень Президента про внутрішнє і зовнішнє становище України.
9. Оголошення за поданням Президента стану війни і укладення миру, схвалення рішення Президента України про використання Збройних Сил України та інших військових формувань у разі збройної агресії проти України.
10. Усунення Президента з поста в порядку особливої процедури — імпічменту.
11. Розгляд і ухвалення рішення щодо схвалення Програми діяльності Кабінету Міністрів України.
12. Призначення за поданням президента, Прем'єр-міністра, Міністра оборони, Міністра закордонних справ, призначення за поданням Прем'єр-міністра, інших членів Кабінету Міністрів, Голови Антимонопольного комітету, Голови Комітету телебачення і радіомовлення, Голови Фонду державного майна, звільнення цих осіб, вирішення питання про відставку Прем'єр-міністра, членів Кабінету Міністрів.
13. Призначення на посаду та звільнення з посади за поданням Президента Голови Служби Безпеки України.
14. Здійснення контролю за діяльністю Кабінету Міністрів України.
15. Затвердження рішень про надання Україною позик і економічної допомоги іноземним державам та міжнародним організаціям, а також про одержання Україною від іноземних держав, банків і міжнародних фінансових організацій позик, не передбачених Державним бюджетом, здійснення контролю за їх використанням.
16. Ухвалення Регламенту Верховної Ради.
17. Призначення на посади та звільнення з посад Голови та інших членів Рахункової палати.
18. Призначення на посаду та звільнення з посади Уповноваженого Верховної Ради України з прав людини, заслуховування його щорічних доповідей про стан дотримання та захисту прав і свобод людини в Україні.
19. Призначення на посаду та звільнення з посади Голови Національного Банку України за поданням Президента.
20. Призначення на посади та звільнення з посад половини складу Ради Національної Безпеки і Оборони України.
21. Призначення на посади та звільнення з посад половини складу Національної ради України з питань телебачення і радіомовлення.
22. Призначення на посади та звільнення з посад членів Центральної виборчої комісії за поданням Президента.
23. Затвердження загальної структури, чисельності, визначення функцій Збройних Сил та Служби Безпеки України, інших законно утворених військових формувань, а також Міністерства внутрішніх справ.
24. Схвалення рішення про надання військової допомоги іншим державам, про направлення підрозділів Збройних Сил України до іншої держави чи про допуск підрозділів збройних сил інших держав на територію України.
25. Встановлення державних символів України.
26. Надання згоди на призначення на посаду та звільнення з посади Президентом України Генерального прокурора України; висловлення недовіри Генеральному прокурору, що має наслідком його відставку з посади.
27. Призначення на посади та звільнення з посад третини складу Конституційного Суду України.
28. Обрання суддів безстроково.
29. Дострокове припинення повноважень Верховної Ради АР Крим за наявності висновку Конституційного Суду України про порушення нею Конституції України або законів України; призначення позачергових виборів до Верховної Ради Автономної Республіки Крим.
30. Утворення і ліквідація районів, встановлення і зміна меж районів і міст, віднесення населених пунктів до категорії міст, найменування і перейменування населених пунктів і районів.
31. Призначення чергових та позачергових виборів до органів місцевого самоврядування.
32. Затвердження протягом двох днів з моменту звернення Президента України указів про введення воєнного чи надзвичайного стану в Україні або в окремих її місцевостях, про загальну або часткову мобілізацію, про оголошення окремих місцевостей зонами надзвичайної екологічної ситуації.
33. Надання згоди на обов'язковість міжнародних договорів України та їх денонсація.
34. Здійснення парламентського контролю.
35. Ухвалення рішення про направлення запиту до Президента на вимогу народного депутата України, групи народних депутатів України чи комітету Верховної Ради, попередньо підтриману не менш як однією третиною від конституційного складу Верховної Ради.
36. Призначення на посаду та звільнення з посади керівника апарату Верховної Ради України; затвердження кошторису Верховної Ради України та структури її апарату.
37. Затвердження переліку об'єктів права державної власності, що не підлягають приватизації, визначення правових засад вилучення об'єктів права приватної власності.
38. Затвердження Конституції Автономної Республіки Крим, змін до неї.

Верховна Рада України керується Конституцією, законами України, Регламентом Верховної Ради, що ухвалюється відповідним законом, Законом про вибори народних депутатів, а також міжнародними актами.

## Депутати

### Право стати депутатом
Відповідно до Конституції України та Закону України «Про вибори народних депутатів України» (Закон України № 4061-VI) депутатом може бути обраний громадянин України, який на день виборів:
- досяг двадцяти одного року;
- має право голосу;
- проживає в Україні протягом останніх п'яти років[16].

### Списки депутатів за скликаннями
- Народні депутати I скликання (1990—1994)
- Народні депутати II скликання (1994—1998)
- Народні депутати III скликання (1998—2002)
- Народні депутати IV скликання (2002—2006)
- Народні депутати V скликання (2006—2007)
- Народні депутати VI скликання (2007—2012)
- Народні депутати VII скликання (2012—2014)
- Народні депутати VIII скликання (2014—2019)
- Народні депутати IX скликання (з 2019 року)

## Дорадчі органи
З 1998 року на громадських засадах працює Консультативна рада з питань інформатизації при Верховній Раді України.

## Відзнаки
- Грамота ВРУ
- Почесна грамота ВРУ

## Система «Рада»
Для роботи народних депутатів використовується інформаційно-аналітична система «Рада», яка в тому числі складається із системи поіменного електронного голосування.
Інститутом проблем математичних машин і систем Національної академії наук України (ІПММС НАН України) було розроблено і впроваджено декілька поколінь автоматизованих систем інформаційної підтримки законотворчої діяльності народних депутатів («Рада-1», «Рада-2», «Рада-3»).
Система «Рада-1» вперше запрацювала 15 травня 1990 року в парламенті Української РСР. Експлуатація системи «Рада-2» почалася восени 1993 року, коли депутати почали використовувати мікрофони, вмонтовані в пульти на робочих місцях. «Рада-3» почала роботу 3 вересня 2002 року, і на депутатських пультах з'явилися екрани.
Система «Рада-3», серед іншого, виконує функції супроводження голосування, супроводження виступу депутата, інформаційного обслуговування депутата на робочому місці й контролю функціонування.
Система приймає голоси лише після старту таймера. При цьому депутат може натискати будь-яку кнопку («за», «проти», «утримався»), але як рішення фіксується лише та кнопка, яку натиснули останньою.
Під час голосування система вмикає 10-секундний таймер і відлік часу супроводжується низхідною послідовністю десяти звуків:
- F5 (698,46 Гц)
- E♭5 (622,25 Гц)
- D5 (587,33 Гц)
- C5 (523,25 Гц)
- B♭4 (466,16 Гц)
- A♭4 (415,30 Гц)
- G4 (392,00 Гц)
- F4 (349,23 Гц)
- E♭4 (311,13 Гц)
- G6 (1567,98 Гц).

## Почесна варта
Щовихідних біля будівлі Верховної Ради національні гвардійці беруть участь у церемоніалі почесної варти, який супроводжується підняттям Державного прапора України.
Урочистості з нагоди започаткування цієї традиції вперше відбулися 1 березня 2020 року.

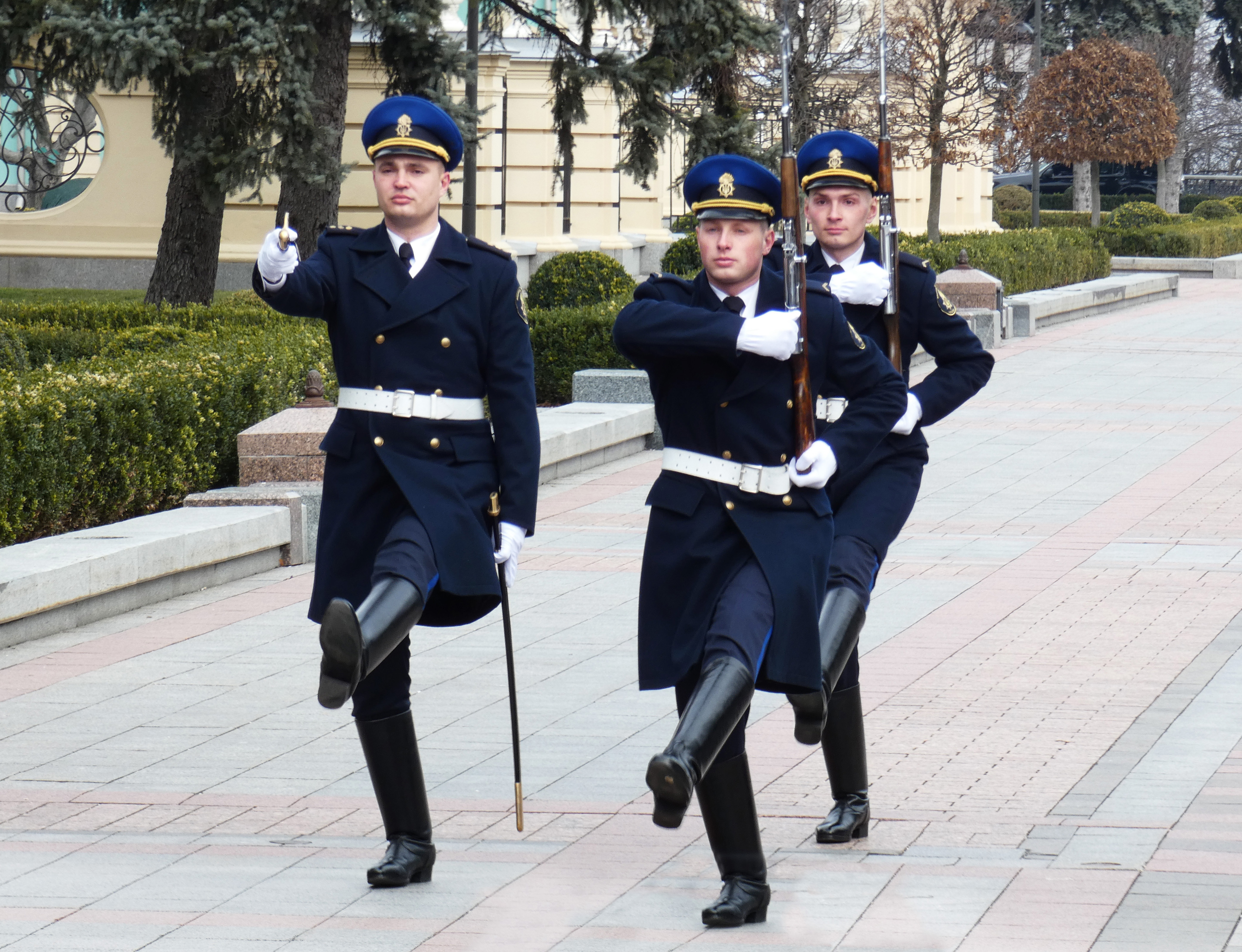
Церемоніал почесної варти
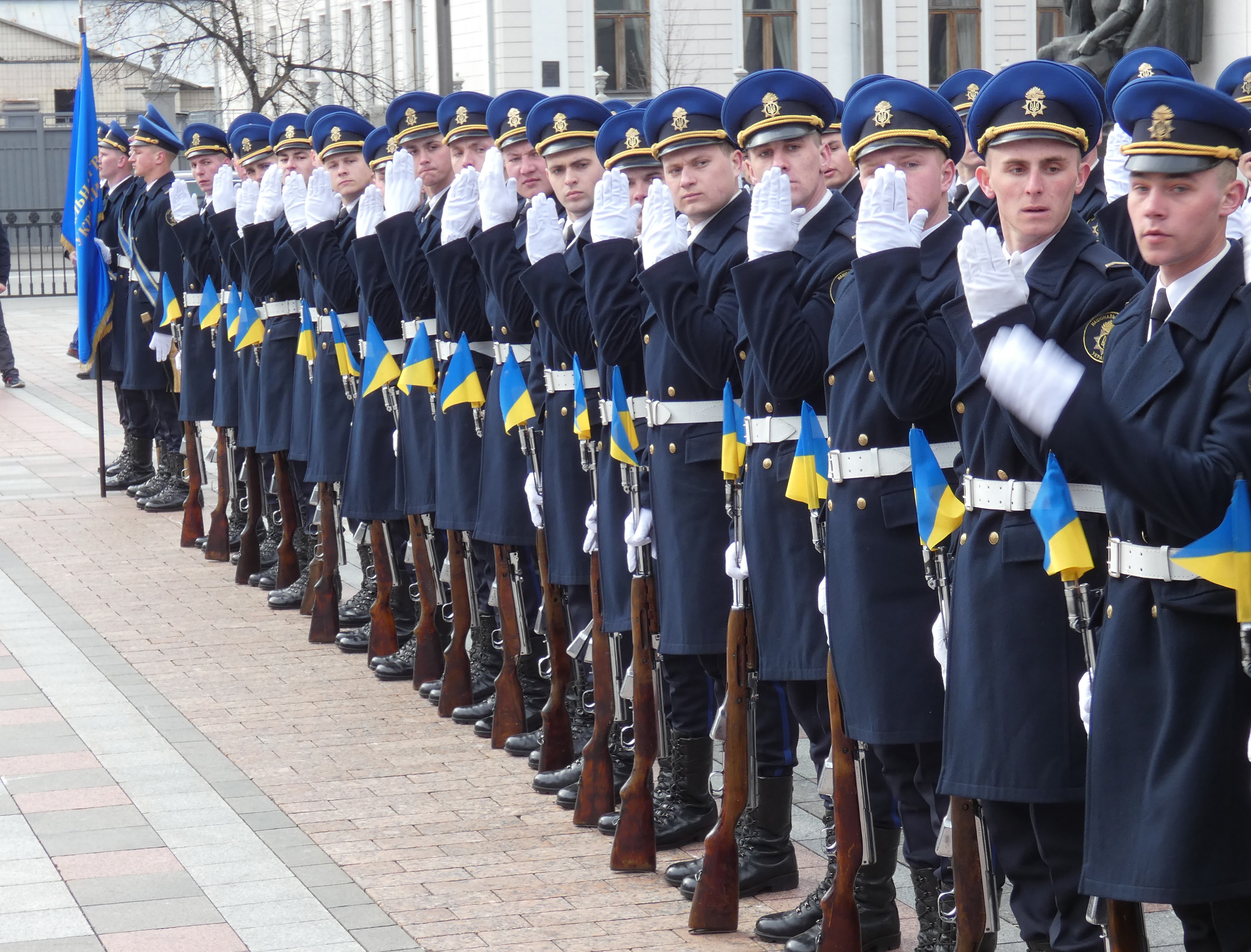
Виступ зі зброєю
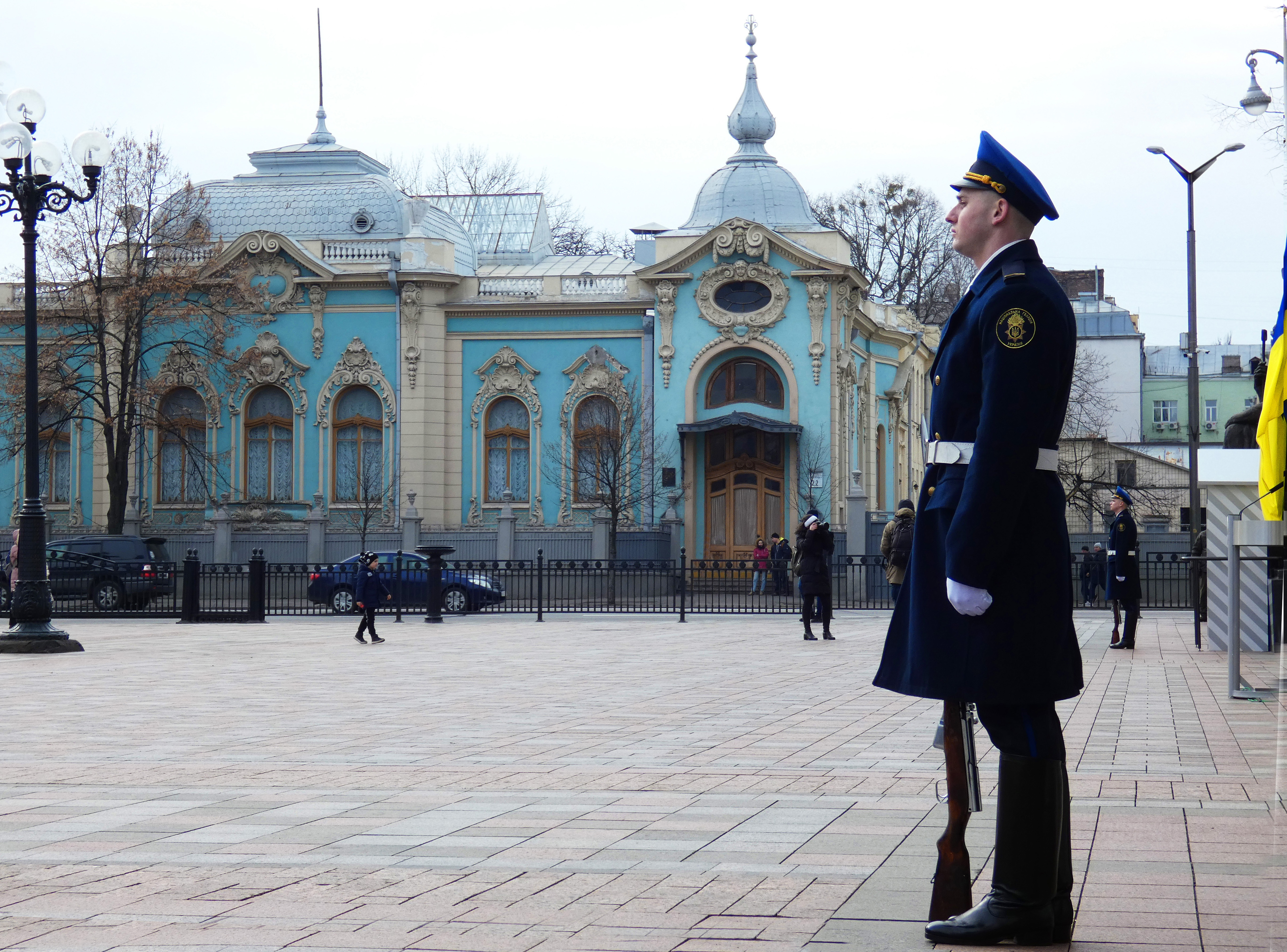
Почесна варта біля будівлі Верховної Ради України

## Свято-Володимирський храм
Храм РПЦвУ в стінах ВРУ працює понад 10 років, правового статусу він не має.
У червні 2019 року стало відомо, що Окружний адміністративний суд Києва постановою № 640/3130/19 визнав незаконність роботи храму Московського патріархату в приміщеннях парламенту і бездіяльність апарату ВР щодо закриття культового закладу. Бездіяльність Апарату ВРУ щодо неприпинення діяльності Свято-Володимирського храму РПЦвУ визнана протиправною. Тепер співробітники Апарату мають припинити діяльність церкви, звільнивши кабінет, у якому вона розміщувалася.

## Сайт
Сайт Верховної ради займає одні з перших місць у рейтингах сайтів парламентів світу. 2016 та 2018 року сайт посів перше місце за відвідуваністю серед сайтів парламентів інших країн. 2021 року сайт посів № 3 після США та Британії.